# Salix radinostachya
Salix radinostachya är en videväxtart som beskrevs av Camillo Karl Schneider. Salix radinostachya ingår i släktet viden, och familjen videväxter. Utöver nominatformen finns också underarten S. r. pseudophanera.